# Euryopis margaritata
Euryopis margaritata là một loài nhện trong họ Theridiidae.
Loài này thuộc chi Euryopis. Euryopis margaritata được Ludwig Carl Christian Koch miêu tả năm 1867.